# Nicole Davis
Nicole Marie Davis (Stockton, 24 de abril de 1982) é uma jogadora de voleibol dos Estados Unidos. Joga na posição de líbero. Participou de dois Jogos Olímpicos defendendo a seleção dos Estados Unidos: Pequim 2008 e Londres 2012.
Em 2008 e 2012, ela fez parte da equipe norte-americana que conquistou a medalha de prata no torneio olímpico, no qual atuou em oito e nenhuma partidas, respectivamente.